# Microcos pentandra
Microcos pentandra är en malvaväxtart som beskrevs av Karl Ewald Maximilian Burret. Microcos pentandra ingår i släktet Microcos och familjen malvaväxter. Inga underarter finns listade i Catalogue of Life.